# Transaction Processing Performance Council
Transaction Processing Performance Council (TPC) je nezisková organizace založená v roce 1988. Jejím cílem je nezávislé hodnocení výkonu počítačů v oblasti zpracování dat či transakcí a vytvoření odpovídajících hodnocení (benchmarků).

## TPC Benchmarks

### Aktuální standardy
- TPC-C Archivováno 5. 12. 2008 na Wayback Machine. - Metoda pro měření a porovnávání výkonu OLTP (online transaction processing) aplikací na různých konfiguracích hardware a software.

TPC-C zahrnuje výběr pěti souběžných transakcí různých typů a složitosti spuštěných buď ve frontě za sebou, nebo je nastaveno odložené
spuštění pro každou z operací. Databáze zahrnuje devět typů tabulek s velkým počtem dat. TPC-C se měří v počtu transakcí za minutu
(tpM – transaction per minute).
Metoda simuluje kompletní výpočetní prostředí, kde uživatelská populace provádí operace proti databázi. Benchmark je zaměřen okolo
hlavních aktivit (transakcí) v prostředí zadávání objednávek (order-entry environment). Tyto transakce zahrnují zadávání a vyřizování
objednávek, záznamy plateb, zjišťování stavu objednávky, způsob dodání a monitorování zásob skladu.

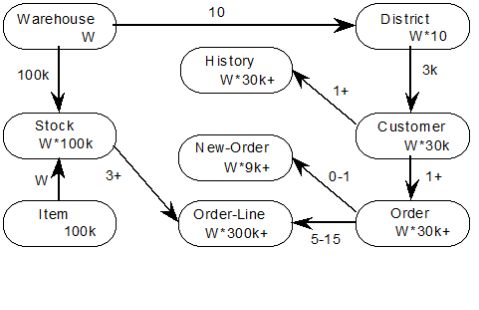
Schéma databáze

- TPC-E - Metoda pro simulaci zatížení OLTP aplikace u makléřské firmy.

Metoda TPC-E simuluje zatížení OLTP aplikace u makléřské firmy. Celý benchmark se zaměřuje na centrální databázi, která provádí operace
vztahující se ke klientským účtům dané firmy. TPC-E modeluje aktivitu firmy, která musí spravovat klientské účty, provádět obchodní operace
klientů a být odpovědná za interakce zákazníků s finančními trhy. Ačkoli je model metody TPC-E zaměřen na makléřskou firmu, tak databázové
schéma, transakce i implementační pravidla byly navrženy tak, aby reprezentovaly širokou variaci moderních OLTP systémů.

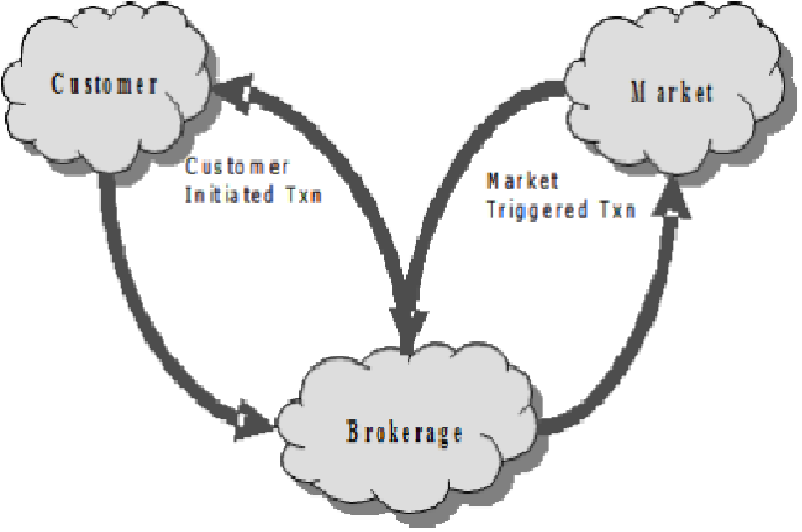
Posloupnost transakcí

- TPC-H Archivováno 18. 12. 2008 na Wayback Machine. - Podpůrná metoda pro podporu rozhodování.

Benchmark metody TPC-H je benchmark podpůrný. Skládá se z obchodně orientovaných ad-hoc dotazů a modifikací konkurujících si dat. Dotazy a
data obsažené v databázi byly vybrány tak, aby odrážely širokou variaci obchodních segmentů. Tento benchmark hodnotí systém pro podporu rozhodování,
který zpracovává velký objem dat, provádí dotazy o velkém stupni složitosti a dává odpovědi na kritické obchodní otázky.

### Základní specifikace pro metody TPC
- Oceňování
- RunTime pravidla

### Zastaralé standardy TPC
- TPC-A Archivováno 2. 7. 2018 na Wayback Machine.
- TPC-App
- TPC-B
- TPC-D
- TPC-R
- TPC-W